# In cuore
In cuore, o In abisso, è un termine utilizzato in araldica per indicare la disposizione di una pezza isolata, posta nel cuore dello scudo, attorniata da altre pezze, di natura diversa, senza che tocchi né le figure attornianti né i lembi dello scudo. Quando la figura posta in cuore è attorniata da altre figure diverse senza toccarle, taluni araldisti usano l'espressione in abisso.

## Galleria d'immagini

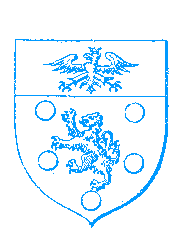
Leone posto in abisso
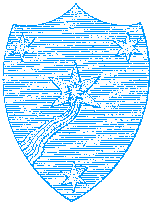
Cometa posta in abisso
Bisante posto in cuore (famiglia Yorke d'Inghilterra)
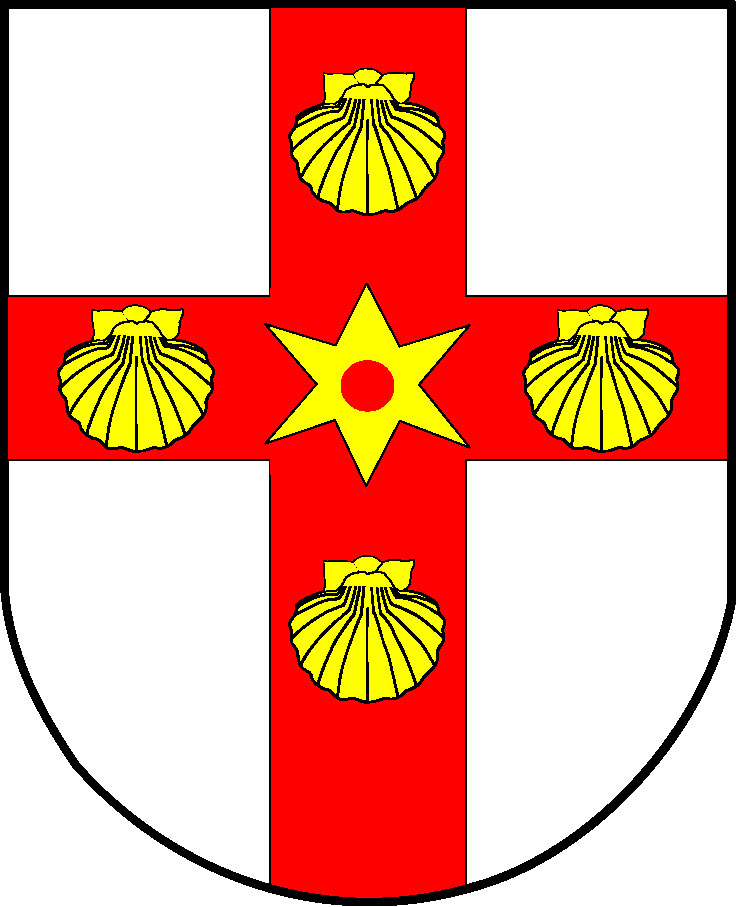
Stella forata posta in cuore (Goumoens-le-Jux, Svizzera)
Semivolo d'aquila posto in cuore (Segrate)
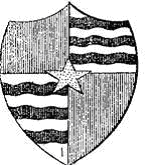
Stella in cuore
Scudetto in cuore
D'azzurro, allo scudetto in cuore d'argento (Ramburelles, Francia)